# Jean-Pierre Raffarin
Jean-Pierre Raffarin (Poitiers; 3 de agosto de 1948) es un político francés, primer ministro de Francia entre el 6 de mayo de 2002 y el 31 de mayo de 2005. Su política económica fue liberal, reformando el mercado laboral y los sistemas de pensiones y de salud. Además, su gobierno luchó, con un éxito reconocido para la mayor parte de los especialistas, contra la inseguridad, que fue un gran tema en las elecciones presidenciales de Francia de 2002. Debió dejar su puesto a causa del "no francés" en el Referéndum sobre la Constitución Europea y fue sucedido por Dominique de Villepin quien siguió su política económica.